# Pont romain de Boisseron
Le pont romain de Boisseron est un pont en arc située à Boisseron, dans le département français de l'Hérault en région Occitanie qui franchit la rivière la Bénovie.

## Localisation
Le pont romain de Boisseron est située à Boisseron, sur l'avenue Folco de Baroncelli (D610).

## Historique
Le pont du Haut-Empire romain était sur une voie romaine secondaire assurant une communication importante entre les Cévennes et le littoral. Il a été élargi entre 1833 et 1836. 
Le pont romain de Boisseron est inscrit au titre des monuments historiques par arrêté du 10 octobre 2008.

## Description
Le pont se compose de cinq arcs plein cintre inégaux. Son tablier en dos-d'âne est assez marqué du fait de la largeur décroissante des arches et de la hauteur identique des naissances de voûtes. Les quatre piles rectangulaires sont dotées d'avant-becs triangulaires et couronnées d'une imposte saillante. La construction est en grand appareil à joint vif, le parement est traité en bossages. La pierre calcaire provient des carrières calcaires locales.